# علیبک داورونوف
علیبک داورونوف (انگلیسی: Alibek Davronov؛ زادهٔ ۲۸ دسامبر ۲۰۰۲) بازیکن فوتبال اهل ازبکستان است.
وی همچنین در تیم‌های ملی فوتبال زیر ۲۰ سال، زیر ۲۳ سال و بزرگسالان ازبکستان بازی کرده‌است.